# Raneredstjärnen
Raneredstjärnen är en sjö i Mölndals kommun i Halland och ingår i Kungsbackaåns huvudavrinningsområde.